# Théâtre Impérial (Paris)
Le théâtre Impérial est une ancienne salle de théâtre parisienne située 5 rue du Colisée dans le VIIIe arrondissement de Paris. Démoli en 1923, il a été remplacé par le théâtre de l'Avenue.

## Historique
Le théâtre Impérial est installé en 1912 dans un bâtiment situé à l'arrière de l'immeuble d'habitation du 5 rue du Colisée ; on peut y accéder aussi par le 50 avenue des Champs-Élysées, adresse figurant également sur les publicités du théâtre. La salle compte 250 places. Son directeur, Paul Franck, fait alterner au programme comédies, vaudevilles, revues et opérettes. Le succès est au rendez-vous, mais la survenue de la Première Guerre mondiale et la mobilisation qui s'ensuit entraînent la fermeture de l'établissement en septembre 1914. Quelques représentations caritatives sont données durant la guerre.
La paix revenue, Fernand Lamy, l'ancien secrétaire général de Paul Franck, s'associe à la comédienne Paule Rolle pour rouvrir le théâtre Impérial en décembre 1919. La réouverture est éphémère, car le théâtre ferme définitivement ses portes l'année suivante. Le bâtiment sera détruit et remplacé par une plus grande salle, celle du théâtre de l'Avenue contenant 600 places qui est inauguré en 1924.

## Répertoire

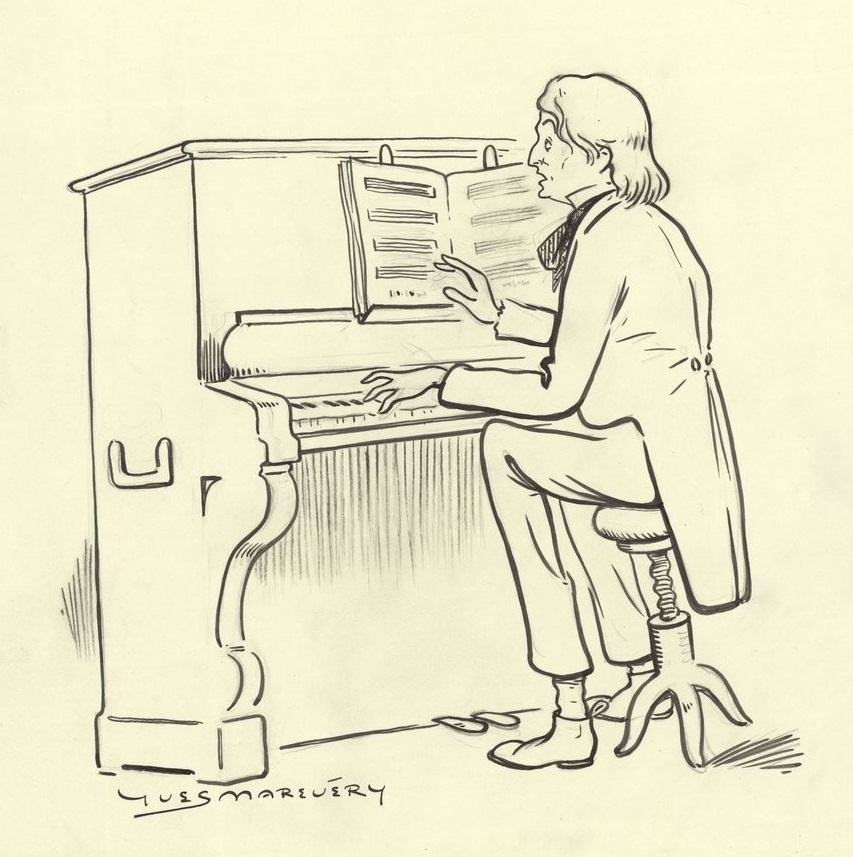
Wilned dans "Un Virtuose" au Théâtre Impérial en 1913, dessin de Yves Marevéry.

- 1912 : La Petite Jasmin, pièce de Georges Docquois, Willy et Émile Marchais
- 1912 : Comme on fait son lit, pièce de Jean-José Frappa
- 1912 : La Maladresse, pièce d'Henri Duvernois
- 1912 : Le Voile de l'amour, pièce de Fernand Nozière
- 1912 : Zoé, pièce d'Abel Hermant
- 1912 : La Caissière, comédie d'Yves Mirande et Henri Géroule
- 1912 : Un mari modèle, comédie en 1 acte de Wilned[4]
- 1913 : Ernestine est enragée !, vaudeville en un acte d'André de Lorde
- 1913 : Les Deux risques, comédie en un acte de Félix Gandéra et Georges Laîné
- 1913 : Little Jap, opérette de Paul Franck, musique d'Édouard Mathé
- 1913 : Le Partenaire silencieux, comédie en un acte d'Yves Mirande et Henri Géroule
- 1913 : Les Cubisteries de l'année, revue de Robert Mureaux
- 1913 : L'Intransigeant, pièce de Louis Verneuil et Louis Boucot
- 1913 : Un Virtuose, comédie en 1 acte de Wilned et Henri Roy[5]
- 1913 :  Complet à l'Impérial, revue de Gus Bofa et Max Aghion, Théâtre Impérial. Avec Mado Minty[6]
- 1913 : Soyons Parisiens !, vaudeville en un acte de Maurice Desvallières et Gaston Derys
- 1913 : Vous fâchez pas !, revue de Wilned et  André Mauprey
- 1914 : Kikizette, comédie d'Albert Acremant
- 1914 : Et puis... zut !, revue en 1 acte et 1 prologue de Wilned, musique d'Édouard Mathé[7]
- 1914 : L'Eau qui dort, comédie en un acte de Sylviac
- 1914 : L'Île déserte, comédie-bouffe en 2 actes de Jules Moy
- 1918 : La Légende des croûtes, pantomime en un acte de Johannès Gravier
- 1918 : R'vue de la Paix, revue en six tableaux de Charles Cluny
- 1919 : Camarades de lit, pièce d'André Mycho
- 1919 : Les sept baisers capitaux opérette de Louis Hillier sur un livret de Yoris Hanswick
- 1920 : Les Nocturnes pièce en un acte de Robert Dieudonné
- 1920 : Récitals consacrés à Ronsard, La Fontaine et Chénier par Rose Worms-Barretta.